# 長吻小鱸
長吻小鱸為輻鰭魚綱鱸形目鱸亞目河鱸科小鱸屬的其中一種，分布於美國的Ozarkr及Ouachita河流域，體長可達11公分，棲息在水質清澈、礫石底質的溪流。